# São Roque do Faial
São Roque do Faial ist eine Gemeinde (Freguesia) an der Nordküste der portugiesischen Insel Madeira, im Kreis (Concelho) von Santana. Die Gemeinde hat eine Fläche von 15,6 km² und 680 Einwohner (Stand 19. April 2021).

## Geschichte
Nach der Neu-Entdeckung der Insel Madeira durch João Gonçalves Zarco begann 1419 die Besiedlung der Insel Madeira durch die Portugiesen. Nachdem die hier lebenden Siedler bereits 1551 eine erste Kirche errichtet hatten, wurde erst 1848 die eigenständige Gemeinde São Roque do Faial geschaffen, durch Abspaltung aus der Gemeinde Faial.

## Verwaltung
São Roque do Faial ist der Name der Gemeinde (Freguesia). Die Nachbargemeinden sind im Norden Faial, im Osten Porto da Cruz, im Süden Monte, und im Osten Curral das Freiras.
Folgende Ortschaften liegen in der Gemeinde:
| - Achada do Cedro Gordo - Achada do Folhadal - Achada do Pau Bastião - Aguagem - Balcões | - Banda da Terça - Cancela - Chão do Cedro Gordo - Fajã do Cedro Gordo - Ladeiras do Pau Bastião | - Lombo Grande - Lombo dos Palheiros - Mesa dos Ingleses - Pico do Cedro Gordo - Pico Queimado | - Redondo - Ribeiro Frio - Serradinho - Terreiros |